# نثاره کوچک
نثاره کوچک، روستایی از توابع بخش مرکزی شهرستان شادگان در استان خوزستان ایران است. نام قدیمی این روستا نصاره بود که ظاهرا متعلق به طایفه ی نصار از بنی کعب بوده.

## جمعیت
این روستا در دهستان دارخوین قرار دارد و براساس سرشماری مرکز آمار ایران در سال ۱۳۸۵، جمعیت آن ۲۰۴ نفر (۴۳خانوار) بوده‌است.